# Leandro Mendoza
Leandro Mendoza Artagaveitia (Ramos Mejía, 1976) és director, artista, tècnic i constructor de circ. Actualment és el director artístic de Festival de Circ Trapezi.
Inicia la seva formació de circ la dècada de 1990 a les escoles de circ tradicional de Buenos Aires; amb el canvi de mil·lenni s'instal·la a Barcelona on entra en contacte amb referents del sector, consolida la seva carrera professional com artista i entra en l'equip docent de l'Escola Rogelio Rivel. El 2001 crea el festival Curtcirkit de Montgat i durant una dècada n'és el director artístic i tècnic juntament amb José Antonio Hernández (Joselito). És un dels impulsors entre el 2004-2007 del Circ de Nadal de Vilanova i la Geltrú des del centre La Vela de residencia per a companyies de circ. Entre els anys 2008-2012 està al capdavant de la direcció tècnica (2008) en l'elaboració del disseny tècnic de l'equipament, i en la direcció artística (2011-2012) de La Central del Circ de Barcelona.
Amb Cíclicus, la seva companyia, que funda amb Tanja Haupt el 2008 a Barcelona, en primer terme estrena Cíclicus 2009 dirigida per Joan Busquets, espectacle per a tots els públics de petit format. El 2014 presenta La Tartana espectacle itinerant encara en gira des de la seva estrena. Aquests primers treballs obren pas a les seves noves creacions de circ contemporani, on la natura passa a ser part elemental i fonamental de l'arquitectura escènica, d'estètica per força poètica, on la música en viu hi és sempre present, els seus treballs esdevenen obres d'essència orgànica i emotiva. El 2013 estrena Retalls al Mercat de les Flors de Barcelona produït pel Festival Grec, en aquesta producció el director entra de ple en la seva etapa de creador escènic. Pals (2015) coproduït amb el Festival Grec de Barcelona, Buenos Aires Polo Circo i el Ministerio de Cultura de la Ciudad de Buenos Aires, aquesta obra rep el Premi Especial del Jurat als Premis Zirkólika 2015. Mendoza també ha dirigit l'espectacle de circ de fibres naturals Guadual (2016), una producció del Teatro Sánchez Aguilar de Guayaquil 2016, Equador, treball pel qual ha estat guardonat amb el premi Ciutat de Barcelona de Circ 2016. Al final de l'estiu del 2017 estrena a les festes de La Mercè de Barcelona Petita història d'un gran paisatge, una proposta de format gran, que manté els valors de les produccions anteriors, i incideix en més mesura en l'essècia intergeneracional del circ, i en l'intercanvi que això provoca. En 2009 va treballar com a assessor de circ en la producció del Teatre Lliure Un somriure a peu d'escala de Henry Miller dirigida per Ramon Simó i Vinyes.
| Premis              | Any  | Categoria                                                 |
| ------------------- | ---- | --------------------------------------------------------- |
| Zirkolika           | 2016 | Premi Especial del jurat espectacle "Pals                 |
| Ciutat de Barcelona | 2016 | Premi de Circ a Leandro Mendoza per l'espectacle "Guadual |
| Zirkolika           | 2016 | Nominació millor espectacle per l'espectacle "Guadual"    |